# Старое (Зеленогорское сельское поселение)
Старое — деревня в Вышневолоцком районе Тверской области. Относится к Зеленогорскому сельскому поселению.

## География
Деревня расположена примерно посередине между федеральной автодорогой «Москва — Санкт-Петербург» М10 (E 105) и посёлком Зеленогорский. Поворот с трассы в сторону деревни расположен на Лозовой горе. Расстояние от трассы до ближайших домов варьируется от 700 метров до полутора километров. До центра Зеленогорского 4 километра на автомобиле.

## История
По описанию 1859 года - казённая деревня при колодцах, насчитывала 25 дворов, в которых проживало 113 жителей (54 мужского пола и 59 женского), расположена в 10 верстах от уездного города по правую сторону Санкт-Петербургско-Московского шоссе.

## Население
| 2008 | 2010 |
| ---- | ---- |
| 172  | ↘169 |